# Лебединое (Полтавская область)
Лебединое (укр. Лебедине, до 2016 г. — Кирово) — село, Кировский сельский совет, Полтавский район (Полтавская область), Полтавская область, Украина.
Код КОАТУУ — 5321883201. Население по переписи 2001 года составляло 476 человек.
Является административным центром Кировского сельского совета, в который, кроме того, входят сёла Гарбузовка, Перегоновка, Сухое, Шабельники и Михайловка.

## Географическое положение
Село Лебедино находится на левом берегу реки Восьмачка, которая через 4 км впадает в реку Ворскла, выше по течению на расстоянии в 2 км расположено село Сухое, на противоположном берегу — село Михайловка. По селу протекает пересыхающий ручей с запрудой.

## История
Образовано в 1939 году путем объединения хуторов: Таранушичи, Северины, Репешки, Колодочки, Пищики, Песиголовци, Гали, Довбни, Волощенки, Лазки, Погребняки и Пальчики. В 1959 году село Таранушичи переименовано в Кирово.